# Marlies ter Borg
 (juillet 2025).
Marlies ter Borg-Neervoort (Pladjoe, 1948) est une philosophe et sociologue néerlandaise. 

## Biographie
Marlies Ter Borg obtient un doctorat après avoir étudié la philosophie et la sociologie dans le domaine des sciences sociales et culturelles à la Vrije Universiteit d'Amsterdam. Elle a travaillé comme assistante parlementaire à la Chambre des représentants, au Conseil scientifique pour la politique gouvernementale, au Conseil consultatif sur la paix et la sécurité et comme polémologue à l'Université Libre d'Amsterdam. 
Ter Borg souffre de trouble bipolaire (trouble maniaco-dépressif). Elle a été mariée au professeur Dr. Meerten ter Borg (1946-2017), professeur de religion non institutionnelle à l'Université de Leyde.
Elle a écrit les livres Coran et Bible en histoires et Partage de Marie : Bible et Coran côte à côte . Les deux ouvrages se concentrent sur l'analyse textuelle comparative des deux livres sacrés.

## Publications
- Fleurs d'une maladie (2004)  (ISBN 978-9055735440)
- Le Coran et la Bible en récits (2007)  (ISBN 978-9047503118)
- Partager Marie : Bible et Coran côte à côte (2010)  (ISBN 978-1451583137)